# Cash-Management-System
Bei Cash Management-Systemen handelt es sich um Software zur Erfassung, Durchführung und Optimierung von Bargeld- und Zahlungsverkehrsströmen in der Geldbearbeitung und im Bankwesen.
Im engeren Sinn versteht man unter Cash Management-Systemen elektronische Informations- und Dispositionssysteme, die Geschäftsbanken ihren Firmenkunden zur Liquiditäts- und Währungsrisikoplanung über ein Webportal kostengünstig anbieten.

## Leistungsumfang
Der Leistungsumfang reicht von einfachen Anwendungen zur Führung von Bargeldbeständen bis hin zu umfangreichen Applikationen, die sich in ihrem Leistungsspektrum an den Ansätzen des betrieblichen Liquiditätsmanagements orientieren:

### Cash-Pooling
Liquidität verschiedener Zahlungsverkehrskonten wird konzernintern auf einem tatsächlichen oder fiktiven Konto saldiert.

### Netting
Beim Netting werden unternehmensinterne Forderungen und Verbindlichkeiten zur Vermeidung tatsächlicher Zahlungsvorgänge innerhalb einer Periode miteinander verrechnet.

### Money Transfer
Zusammenfassung unterschiedlicher Zahlungsarten auf elektronischem Wege, auch in verschiedenen Währungen, wodurch Transaktionskosten minimiert werden können.

### Balance Reporting
Die ständige Beobachtung von Umsätzen und Kontoständen unter Berücksichtigung der jeweiligen Wertstellungen und Dispositionssalden möglichst aller Konten. Über das Balance Reporting erhalten Unternehmen aktuelle Informationen über ihre Kontostände; bei einigen Systemen auch über Marktzinssätze, aktuelle Börsenkursnotierungen oder Währungskurse.

## Vernetzung und Schnittstellen
Unterschiedliche Schnittstellen ermöglichen den Anschluss von Hardware, den Einsatz in Geldautomaten und die unternehmensinterne Zusammenarbeit mit anderen ERP-Anwendungen.
Durch geeignete Module können unterschiedliche Cash Management-Systeme untereinander Daten austauschen, etwa mit der Zentralbank oder den Systemen von Geld- und Wertdienstleistern.